# Slieve na Calliagh
Slieve na Calliagh (iriska: Sliabh na Caillí) är kullar i republiken Irland.   De ligger i grevskapet An Mhí och provinsen Leinster, i den nordöstra delen av landet, 70 km nordväst om huvudstaden Dublin.
Slieve na Calliagh sträcker sig 22,6 km i sydvästlig-nordostlig riktning. Den högsta punkten är 265 meter över havet.
Topografiskt ingår följande toppar i Slieve na Calliagh:
- Ben of Fore
- Noggin Hill
- Seafin Hill
- Slieve Gullion